# MidasWWW
MidasWWW a été un des premiers navigateurs Web, développé au Stanford Linear Accelerator Center (SLAC). Il est compatible avec Unix et Virtual Memory System. La dernière version est la version 2.2
Le code source de MidasWWW 2.1 est disponible à l'adresse http://hpux.cs.utah.edu/hppd/hpux/Networking/WWW/midaswww-2.1/